# Embalse de Cala
El embalse  de Cala está situado en el norte de la provincia de Sevilla en el municipio de El Ronquillo. La superficie del pantano es de 473 ha y un volumen de 60,34 hm³. Fue construido en 1927. El pantano es propiedad de la Confederación Hidrográfica del Guadalquivir y lo  utiliza la empresa Endesa-Generación  para producir electricidad y ocasionalmente en épocas de sequía para el abastecimiento del Área Metropolitana de Sevilla.
Además de El Ronquillo, el pantano también ocupa terrenos de Guillena , y Castilblanco de los Arroyos , y recibe las aguas del Rivera de Cala.
El pantano está ubicado  en el parque natural de la Sierra Norte de Sevilla en un entorno natural conocido como Lagos del Serrano.